# 10017 Jaotsungi
A 10017 Jaotsungi (korábbi nevén 1978 UP2) a Naprendszer kisbolygóövében található aszteroida. A Bíbor-hegyi Obszervatóriumban fedezték fel 1978. október 30-án.

## Kapcsolódó szócikk
- Kisbolygók listája (10001–10500)